# Solecurtidae
Solecurtidae é uma família de moluscos bivalves da ordem Veneroida.